# Steve Cummings
Stephen Philip Cummings (nascido em 19 de março de 1981, em Clatterbridge) é um ciclista profissional inglês, que atualmente corre para MTN Qhubeka.